# Caroline von Holnstein
La comtesse Caroline von Holnstein, née baronne Caroline Maximiliana Maria von Spiering le 8 mai 1815 au château de Fronberg près de Schwandorf et morte le 24 juillet 1859 au même endroit, est une aristocrate bavaroise dont le portrait ornant la galerie des Beautés du château de Nymphenburg est l'un des plus connus. Commandé par le roi Louis Ier de Bavière, il a été peint en 1834 par Joseph Karl Stieler.

## Biographie
C'est la cinquième enfant du baron Carl Theodor von Spiering et de la baronne, née baronne Johanna Nepomukena von Enzberg. Après la mort de son père en 1829, elle doit trouver un mari et épouse le 6 novembre 1831 à l'âge de seize ans le comte Karl Theodor von Holnstein (1797-1857), chambellan et seigneur de domaines fonciers. Le ménage demeure au palais Holnstein à Munich. La position de son mari lui ouvre les portes de la cour et le roi commande son portrait en 1834 pour sa galerie des Beautés. Elle donne naissance en 1835 à Maximilian qui devient un compagnon de jeu des princes Louis et Othon, futurs rois de Bavière. L'amitié de Louis et de Maximilian perdure après la montée sur le trône du premier. Ce dernier transmet la lettre de l'empereur signée par Louis II de Bavière au chancelier Bismarck en 1870.
La comtesse von Holnstein entretient ensuite une liaison avec le baron Wilhelm von Künsberg (de). Lorsque la femme du baron meurt quelques mois plus tard en 1836, la comtesse quitte son mari et demeure avec son amant au château familial de Fronberg. Le scandale oblige le baron à quitter son uniforme de cuirassier. Quant au comte von Holnstein, il laisse à sa femme une pension et permet que son fils soit élevé avec les enfants naturels du baron et de la comtesse. Cette dernière épouse le baron à la mort de son mari en 1857 et leurs enfants sont légitimés en 1859 sous le nom de barons Künsberg von Fronberg. Leur mère meurt quelque temps plus tard, le 24 juin 1859. Elle est inhumée à la chapelle du château de Fronberg.

## Descendance
- Karl Theodor von Holnstein (né et mort le 8 décembre 1832)
- Johanna von Holnstein (née et morte le 17 septembre 1833)
- Maximilian Karl Theodor von Holnstein (19 octobre 1835-1er février 1895)
- Wilhelm Maximilian Künsberg von Fronberg (27 mars 1838-18 juin 1909)
- Wilhelmine Maria Caroline Künsberg von Fronberg (23 août 1841-9 juin 1889)
- Johann Friedrich Wilhelm Karl Künsberg von Fronberg (26 septembre 1842-24 mars 1876)
- Rudolf Philipp Wilhelm Goswin Karl Künsberg von Fronberg (27 mars 1844-?)

## Source
- (de) Cet article est partiellement ou en totalité issu de l’article de Wikipédia en allemand intitulé « Caroline von Holnstein » (voir la liste des auteurs).